# Iuri Podladcikov
Iuri Podladcikov (n. 13 septembrie 1988, Moscova, RSFS Rusă, URSS) este un sportiv ce a reprezentat Elveția, medaliat olimpic. A participat la 3 ediții ale Jocurilor Olimpice (2006, 2010, 2014) în care a câștigat o medalie de aur.